# Междуреченск (Ивановская область)
Междуреченск — село в Тейковском районе Ивановской области. Входит в состав Новогоряновского сельского поселения.

## География
Находится в юго-западной части Ивановской области на расстоянии приблизительно 5 км на северо-запад по прямой от районного центра города Тейково.

## История
Село возникло в 1980 году как поселок при строящейся птицефабрике «Лесная». Уже в XXI веке поселок получил статус села. Ныне птицефабрика не работает, соответственно поселок имеет депрессивный характер.

## Население
Постоянное население составляло 284 человека в 2002 году (русские 94 %), 201 в 2010.